# Giuseppe Callegari
Pour les articles homonymes, voir Callegari.
Giuseppe Callegari (né le 4 novembre 1841 à Venise, Italie et mort le 14 avril 1906 à Padoue) est un cardinal italien de l'Église catholique du début de la  XXe siècle, créé par le pape Pie X.

## Biographie
Giuseppe Callegari est professeur au lycée de Venise et exerce du travail pastoral à Venise.  Il contribue à Il Veneto Cattolico et il est un bon ami de Giuseppe Sarto, le futur Pie X. Il est nommé évêque de Trévise en 1880. En 1882 il est transféré au diocèse de Padoue. Il est président de la Società Scientifica dei Cattolici Italiani.
Le pape Pie X le crée cardinal lors du consistoire du 9 novembre 1903.

## Succession apostolique
Giuseppe Callegari a ordonné les évêques suivants :
- Archevêque Pietro Zamburlini (it) (1893)